# 中弘股份
中弘控股股份有限公司（老三板：400071，简称：中弘3；深交所除牌前：000979，简称：中弘退），简称中弘股份，是一家成立于2001年的房地产公司，总部位于北京。

## 概述
2001年，中弘控股股份有限公司成立，总部位于北京。2010年3月，公司在深圳证券交易所上市，成立中弘控股股份有限公司。2018年8月14日，公司收到中国证券监督管理委员会安徽监管局《调查通知书》( 皖证调查字2018043号)，称其2017年一季度报告、半年度报告、三季度报告涉嫌虚假记载，被立案调查。之后8月15日，中弘股份开盘后一路走低，成为非ST和退市股中，唯一一只股价低于1元的股票。根据深交所规定，如果公司股票连续20个交易日低于1元，公司会成为A股中第一只退市的房地产股票。
8月27日，中弘股份发布公告披露《关于签署债务重组及经营托管协议的公告》，称加多宝参与到其债务重组计划。但是8月28日，加多宝通过官网宣布否认签署。8月30日，媒体调查发现加多宝在香港注册处信息显示已经解散，而其咨询和活动均为总裁李春林。深圳证券交易所因此向中弘控股发关注函，要求解释加多宝情况。2018年8月31日，公司发布公告称，与加多宝的债务重组协议实质上已终止。之后中弘股份因为资不抵债、债务危机、董事长逃脱到香港，公司成为A股退市史上的首支退市“仙股”。